# Płońsko (gromada)
Płońsko (od 1 I 1962 Rosiny) – dawna gromada, czyli najmniejsza jednostka podziału terytorialnego Polskiej Rzeczypospolitej Ludowej w latach 1954–1972.
Gromady, z gromadzkimi radami narodowymi (GRN) jako organami władzy najniższego stopnia na wsi, funkcjonowały od reformy reorganizującej administrację wiejską przeprowadzonej jesienią 1954 do momentu ich zniesienia z dniem 1 stycznia 1973, tym samym wypierając organizację gminną w latach 1954–1972.
Gromadę Płońsko z siedzibą GRN w Płońsku utworzono – jako jedną z 8759 gromad na obszarze Polski – w powiecie pyrzyckim w woj. szczecińskim na mocy uchwały nr V/49/54 WRN w Szczecinie z dnia 5 października 1954. W skład jednostki weszły obszary dotychczasowych gromad Gardziec, Kłodzino, Płońsko i Rosiny oraz miejscowość Laskowo z dotychczasowej gromady Jesionowo ze zniesionej gminy Przelewice, a także miejscowość Przywodzie z dotychczasowej gromady Pomietów ze zniesionej gminy Dolice – w tymże powiecie. Dla gromady ustalono 18 członków gromadzkiej rady narodowej.
1 stycznia 1962 gromadę zniesiono w związku z przeniesieniem siedziby GRN z Płońska do Rosin i zmianą nazwy jednostki na gromada Rosiny.